# 겸비 유씨
겸비 (謙妃, 1714년 ~ 1768년) 유씨는, 관령 유만의 딸이자, 청나라 옹정제의 비이다.

## 생애
강희 53년 (1714년)에 태어났다.
옹정 연간에 유씨는 내무부 수녀선발을 통해 입궁하였다. 옹정 7년 (1729년)에 유답응으로 봉해졌다. 옹정 8년 1월에 유상재가 되었고, 같은 해 3월에 유귀인이 되었다. 옹정 11년 (1733년) 6월 11일 해시에 황6자 과공군왕 홍염을 낳았고, 6월 12일, 옹정제가 대학사 등에게 "유귀인이 빈으로 진봉되었으니, 그 글씨는 마땅히 봉하고, 선결주구"라고 하였다. 봉호를 찾아 진상하니, 봉호는 겸(謙)빈으로 정하였고, 11월 12일, 겸빈 정식 책봉례가 행해졌다.
옹정 13년, 막 등극한 건륭제 홍력은 겸빈을 겸비로 진봉하였고, 건륭 2년 9월에 정식으로 책봉례를 올려주었다. 겸비가 50살이 되던 해에, 황태후는 홍염에게 겸비의 선물을 준비하라고 명령하고, 홍주는 성지를 따르지 않았으며, 건륭제가 축배를 드리지 않았다는 이유로 감히 스스로 포장할 수 없다며 건륭제를 조롱했다.
건륭 32년 (1767년) 5월 21일, 겸비가 사망하면서, 건륭제는 조정을 멈추었고, 5월 24일, 겸비 금관은 경사 북교 조팔리둔 장궁으로 옮겨, 황4자 영성을 보내 겸비의 초묘를 예독하고, 10월 25일, 겸비의 금관은 태릉비원침에 묻혔다.

## 위하궁녀
건륭 16년 궁분총절에 따르면, 옹정제의 겸비 아래 궁녀 6명이 있었다. 덕격계는 건륭 6년 12월 24일에 입궁하였다. 연영계는 건륭 7년 1월 9일에 궁에 들어갔다. 복격계는 건륭 13년 7월 6일에 입궁하였다. 애신주는 건륭 14년 12월 11일에 입궁하였다. 봉격계는 건륭 15년 9월 19일에 입궁하였다. 큰언니는 건륭 16년 7월 12일에 입궁하였다.

## 겸비가 나온 영상매체
| 년도 | 제목     | 비고                                   |
| ---- | -------- | -------------------------------------- |
|      | 궁쇄주렴 | 양용은 서가 습향 (겸귀인) 역을 맡았다. |

## 같이 보기
- 입팔분공